# Territori de Michigan

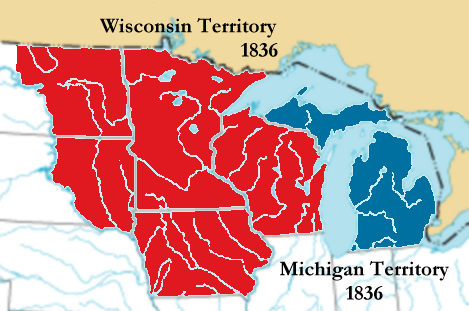
Mapa del Territori de Michigan el 1836, després de la separació del Territori de Wisconsin

El Territori de Michigan va ser una organització territorial dels Estats Units d'Amèrica que va existir entre el 30 de juny de 1805 i el 26 de gener de 1837, data en la qual es convertiria en Michigan, l'estat nombre 26 de la Unió. La seua capital va ser la ciutat de Detroit.

## Demografia
Els censos efectuats no cobrien la major part de la població nadiua americana. En 1800 es contava una població de 43.365 persones, mentre que l'estimació total estava en més de 60.000.
| Any  | Població |
| ---- | -------- |
| 1810 | 4.762    |
| 1820 | 8.896    |
| 1830 | 31.639   |
| 1834 | 87.273   |
| 1840 | 212.267  |

## Congressistes
En 1819 Michigan va poder triar a ses congressistes.
| Delegats             | Període | Partit polític |
| -------------------- | ------- | -------------- |
| William Woodbridge   | 1819-20 | Whig           |
| Solomon Sibley       | 1820-23 |                |
| Gabriel Richard      | 1823-25 |                |
| Austin Eli Wing      | 1825-29 |                |
| John Biddle          | 1829-31 |                |
| Austin Eli Wing      | 1831-33 |                |
| Lucius Lyon          | 1833-35 | Demócrata      |
| George Wallace Jones | 1835-37 | Demòcrata      |